# (3596) Meriones
(3596) Meriones ist ein Asteroid aus der Gruppe der Jupiter-Trojaner. Damit werden Asteroiden bezeichnet, die auf den Lagrange-Punkten auf der Bahn des Jupiter um die Sonne laufen. (3596) Meriones wurde am 14. November 1985 von Poul Jensen und Karl Augustesen entdeckt. Er ist dem Lagrangepunkt L4 zugeordnet. 
Der Asteroid ist nach dem mythologischen griechischen Krieger Meriones benannt.